# 心跳过缓
心跳过缓（bradycardia）也称心动过缓、心率过缓、心搏徐缓、心动徐缓、徐脉，是指心率過低，對成人而言，在清醒且休息状态下，若心率小于60次/分（60 BPM），即為心跳过缓。此心率侦测常以心电图为准。
心率若在50 BPM至60 BPM之間，不會有特殊症狀。若有症狀，可能是疲倦、虛弱、頭暈、流汗，若心率非常低，會暈厥。
然而，2018年美国心脏病学会（ACC）/美国心脏协会（AHA）/心律协会（HRS）共同发表的心动过缓和心脏传导延迟文献，定义窦性心动过缓是窦性心律的频率低于50次/分。
在睡眠時的心跳多半是在40–50BPM之間，這也是正常的。經大量訓練的運動員可能會有運動員心臟症候群，是在休息時的心跳非常低，這是作為運動的調整，避免運動時心跳过速。
相對心跳過緩（relative bradycardia）是說明一個人的心跳比其正常情形要低，但還沒有到心跳过缓的程度。
心跳过慢可能是由迷走神经亢奋、窦房结病变、窦房结的冲动波遭到阻挡等原因引起，常见于老年人、心脏病患者。